# Dodge City Legend
I Dodge City Legend sono stati una franchigia di pallacanestro della USBL, con sede a Dodge City, nel Kansas, attivi tra il 2000 e il 2007.
Nella loro storia vinsero tre titoli USBL, nel 2000 (89-86 in finale agli Oklahoma Storm), 2003 (97-96 ai Pennsylvania ValleyDawgs) e 2005 (97-84 ai Kansas Cagerz), e persero la finale nel 2001 (100-91 con i Pennsylvania ValleyDawgs). Terminarono l'attività con la scomparsa della lega, nel 2007.

## Palmarès
- United States Basketball League: 3

2000, 2003, 2005

## Stagioni
| Stagione | Lega | Denominazione     | V  | P  | %    | Piazzamento | Play-off         |
| -------- | ---- | ----------------- | -- | -- | ---- | ----------- | ---------------- |
| 2000     | USBL | Dodge City Legend | 22 | 8  | 73,3 | 1º          | Campioni         |
| 2001     | USBL | Dodge City Legend | 15 | 15 | 50,0 | 4º          | Finale           |
| 2002     | USBL | Dodge City Legend | 12 | 18 | 40,0 | 4º          | Quarti di finale |
| 2003     | USBL | Dodge City Legend | 25 | 5  | 83,3 | 1º          | Campioni         |
| 2004     | USBL | Dodge City Legend | 22 | 8  | 73,3 | 1º          | Semifinale       |
| 2005     | USBL | Dodge City Legend | 18 | 12 | 60,0 | 2º          | Campioni         |
| 2006     | USBL | Dodge City Legend | 19 | 11 | 63,3 | 2º          | Finale           |
| 2007     | USBL | Dodge City Legend | 20 | 8  | 71,5 | 1º          | Round robin      |